# Drukqs
Drukqs (stilizzato drukQs) è un doppio album del musicista Richard D. James, pubblicato nel 2001 dalla Warp Records sotto lo pseudonimo Aphex Twin.
L'album è disponibile in tre formati: CD, vinile e vinile non riciclato per audiofili prodotto dalla Record Technology Incorporated (RTI), e venduto in una confezione di cm 30x43, limitata a mille copie numerate a mano.
La pronuncia del titolo è liberamente interpretabile. Per via della "q" maiuscola in copertina, alcuni lo pronunciano come "druck-use" (inteso come "drug use", in inglese "uso di droga"). James ha dichiarato che il titolo non ha che vedere con le droghe ed è solo una parola inventata.

## Tracce
Drukqs comprende trenta tracce divise in due dischi nella versione in CD, e nella versione in vinile è diviso su otto lati di quattro vinili. Le velocità di riproduzione per i lati da A a D è di 45 rpm, mentre per i lati da E ad H è di 33 rpm.
I titoli che variano dalla versione più comune in CD sono racchiusi tra le parentesi.
Disco 1
1. Jynweythek [Jynweythek Ylow] – 2:14
2. Vordhosbn – 4:42
3. Kladfvgbung Micshk – 2:00
4. Omgyjya-Switch7 – 4:46
5. Strotha Tynhe – 2:03
6. Gwely Mernans – 5:00
7. Bbydhyonchord – 2:21
8. Cock/Ver10 – 5:17
9. Avril 14th – 1:55
10. Mt Saint Michel + Saint Michaels Mount – 8:02
11. Gwarek2 – 6:38
12. Orban Eq Trx4 – 1:27
13. Aussois – 0:07
14. Hy A Scullyas Lyf A Dhagrow – 2:09
15. Kesson Dalef [Kesson Daslef] – 1:18

Disco 2
1. 54 Cymru Beats – 5:59
2. Btoum-Roumada – 1:56
3. Lornaderek – 0:30
4. QKThr [Penty Harmonium] – 1:20
5. Meltphace 6 – 6:14
6. Bit 4 – 0:18
7. Prep Gwarlek 3b – 1:13
8. Father – 0:51
9. Taking Control – 7:08
10. Petiatil Cx Htdui – 2:05
11. Ruglen Holon – 1:45
12. Afx237 V7 – 4:15
13. Ziggomatic 17 [Ziggomatic V17] – 8:28
14. Beskhu3epnm – 1:58
15. Nanou 2 – 3:22

Alcuni titoli sono in cornico, un linguaggio celtico imparentato con il gaelico e il bretone, parlato in Cornovaglia, luogo nativo di James. Le traduzioni dei titoli sono:
- Jynweythek (Ylow) = macchina (musicale) elettronica;
- Vordhosbn = barca a vela;
- Cymru = Galles;
- Hy a scullyas a dhagrow = lei ha sprecato la mia pinta.

Alcuni numeri nelle parole potrebbero rappresentare lettere arcaiche.
Altri titoli non sono traduzioni da altre lingue ma hanno un loro significato: Lornaderek è la combinazione dei nomi dei genitori di James, Lorna e Derek. Mt. Saint Michel + Saint Michaels Mount è intitolata a due località esistenti, la seconda delle quali è una famosa meta turistica in Cornovaglia.
Le edizioni in vinile hanno una lista tracce leggermente diversa.

## Stile
James ha tratto vantaggio dal progresso dei software dedicati alla generazione di suoni tra il 1996 e il 2001, che gli ha permesso un'elevata precisione e una frenesia complessa nella sua musica. Un altro nuovo equipaggiamento che ha permesso lo sviluppo della sua musica è il Concussor, una batteria a moduli analogica prodotta dall'azienda britannica Analogue Solutions, per esempio nella traccia Taking Control.
Tredici delle trenta tracce sono composizioni al pianoforte, sia "prepared piano" (John Cage è stato un pioniere per questo stile) che pianoforte normale. Queste tracce hanno una connotazione acustica non comunemente associata a compositori di musica elettronica come James. Lo strumento utilizzato è stato un Yamaha Disklavier controllato via MIDI e programmato da James per suonare attraverso dei sequencer, piuttosto che dalla tastiera stessa. Il Disklavier è un discendente moderno delle pianole del tardo XIX secolo e del primo XX secolo che venivano controllate da rotoli di carta perforata.
Alcune tracce che durano meno di 20 secondi hanno dei campionamenti, esperimenti di sintetizzatore e voci. 54 Cymru Beats ha dei suoni campionati da [Equation], un computer che parla in gallico e una piccola versione di Goldilocks and the Three Bears di Robert Southey. Lornaderek è un messaggio della segreteria telefonica di James lasciato dai suoi genitori che cantano Happy Birthday il giorno del suo 28º compleanno.